# فوبوس ۱
فوبوس ۱(به انگلیسی: Phobos 1) کاوشگر فضایی بدون سرنشین شوروی و بخشی از برنامه فوبوس بود که در ۷ ژوئیه ۱۹۸۸ از تاسیسات پرتاب بایکونور پرتاب شد. ماموریت مورد نظر آن تحقیقات بر روی مریخ و قمرهای آن فوبوس و دیموس بود. این مأموریت در ۲ سپتامبر ۱۹۸۸ به علت مشکل در عملکرد رایانه آن ناکام ماند. در زمان پرتاب، این فضاپیما با وزن ۶۲۰۰ کیلوگرم، سنگین‌ترین فضاپیمای بین سیاره ای بود که تا آن زمان پرتاب می‌شد.